# Ampney Crucis
Ampney Crucis is een civil parish in het Engelse graafschap Gloucestershire met 636 inwoners.